# Свети Николай (Ямбол)
Вижте пояснителната страница за други значения на Свети Николай.
„Свети Николай Мирликийски Чудотворец“ е православна църква в Ямбол, България.

## История
След Освобождението на мястото на две изоставени турски къщи руските военни изграждат армейски параклис „Свети Николай Чудотворец“, тържествено осветен на 6 август 1878 г. На неговото място на 19 юни 1894 г., по инициатива на кмета на града Никола Попов, е положен основния камък на новия храм от сливенския владика Гервасий. През 1923 – 1926 г. се извършва преустройство на църквата, като са пристроени двете странични кули с камбанарията и централния купол, като са добавени и нови стенописи.